# Хут, Луи
Луи Хут (фр. Louis нем. Huth; 1810, Франкфурт-на-Одере — 1859, Лондон) — немецкий дирижёр и композитор.

## Биография
Получил музыкальное образование как виолончелист. С 1835 г. вёл педагогическую работу в Берлине, с 1840 г. руководил хором в Потсдаме. В 1843—1844 гг. возглавлял придворную капеллу в Зондерсхаузене, затем работал в Шверине. В 1848—1849 гг. музыкальный руководитель театра в Потсдаме. В дальнейшем преподавал в Ганновере и Лондоне.
Автор ряда вокальных сочинений (наибольшей известностью пользовался романс «Индийская девушка», нем. Hindumädchen) и оперы «Голо и Геновева» (нем. Golo und Genoveva; 1841, либретто К. А. Гёрнера по мотивам Людвига Тика), сочувственно встреченной обозревателем «Всеобщей музыкальной газеты».